# Quantificação universal
Na lógica de predicados, a quantificação universal é uma formalização da noção de que algumas coisas são verdadeiras para todas as coisas, ou para todas as coisas relevantes. O resultado é uma afirmação universalmente quantificada. Em símbolos lógicos, o quantificador universal (usualmente ∀) é o símbolo usado para denotar o universo de quantificação, informalmente lido como "para todo" ou "para qualquer".

## Princípios
Suponha o seguinte:
2 × 0 = 0 + 0, e 2 × 1 = 1 + 1, e 2 × 2 = 2 + 2, etc.
Isto parece ser uma conjunção lógica por causa do uso repetido do "∧" (no exemplo, o símbolo "+"). Entretanto “etc.” não pode ser interpretado como um conectivo na lógica formal. Podemos reescrever a indicação como:
Para todos os naturais, {\displaystyle 2\cdot n=n+n}.
Esta é uma simples sentença usando quantificação universal.
Observe que a segunda indicação é mais precisa do que a primeira. Parece óbvio que "etc." significa incluir todos os números naturais, e nada mais, porém isto não foi indicado explicitamente, o que é essencialmente o motivo pelo qual a frase não pode ser interpretada formalmente. Na quantificação universal, os números naturais são mencionados explicitamente.
Este particular exemplo é verdadeiro, porque nós podemos colocar qualquer número natural para n na sentença "{\displaystyle 2\cdot n=n+n}" e ela será verdadeira. Por outro lado, "Para todo número natural n, {\displaystyle 2\cdot n>2+n}" é falso, porque se você observar "n = 1"', teremos "{\displaystyle 2\cdot 1>2+1}", o que não é verdade. Mesmo que essa sentença seja verdadeira para a maioria dos números naturais, a existência de um único contraexemplo é o bastante para tornar a quantificação universal falsa.
Por outro lado, "Para todo número natural composto, {\displaystyle 2\cdot n>2+n}" é verdadeira, porque nenhum dos contraexemplos existentes são números compostos. Isto indica a importância do domínio de discurso, que especifica quais valores n são permitidos. Porém, em particular, note que se você desejar restringir o domínio de discurso para consistir somente naqueles objetos que satisfazem a um determinado predicado, para a quantificação universal, você o faz com um condicional lógico. Por exemplo, "Para todo número composto n, {\displaystyle 2\cdot n>2+n}" é logicamente equivalente a "Para todo número natural, se ele for composto, então {\displaystyle 2\cdot n>2+n}". Aqui, a construção "se... então" indica a condição lógica.
Em símbolos lógicos, nós usamos o quantificador universal (usualmente ∀) para indicar a quantificação universal. Então, se {\displaystyle P(n)} é o predicado "{\displaystyle 2\cdot n>2+n}", e n sendo o conjunto dos números naturais, então:
{\displaystyle \forall {n}.\,P(n)}
é uma falsa sentença.
De modo similar, se {\displaystyle Q(n)} é o predicado “n é composto”, então:
Existe uma função especial aplicada somente a quantificação universal, onde os parênteses indicam o quantificador universal:
{\displaystyle (n{\in }\mathbf {N} )\,P(n).}

## Propriedades

### Negação
Note que uma função proposicional quantificada é uma sentença. Então, como sentenças, funções quantificadas podem ser negadas. A notação, lógica e matemática, usada para denotar a negação é: {\displaystyle \neg .}
Por exemplo, sendo {\displaystyle P(x)} a função proposicional "x é casado", então, para um universo de discurso X de todos os humanos vivos, considerar a quantificação universal:
"Toda pessoa viva x, é uma pessoa casada".
{\displaystyle \forall {x}\,P(x)}
É fácil perceber que esta sentença não é verdadeira, pois sabemos que nem todas as pessoas vivas são casadas. Então, nós podemos dizer: "Não é o caso que, dada qualquer pessoa viva {\displaystyle x,} ela seja casada", ou, simbolicamente:
{\displaystyle \lnot \ \forall {x}.\,P(x)}
Observe que negar o quantificador universal significa que se uma sentença não é verdadeira para todos os elementos do universo de discurso, então há pelo menos um elemento para o qual a sentença é falsa. Logo, a negação de {\displaystyle \forall {x}\,P(x)} é logicamente equivalente a "Existe uma pessoa viva {\displaystyle x} que não é casada", ou,
{\displaystyle \exists {x}\,\lnot P(x)}
De modo geral, a negação do quantificador universal de uma função proposicional é equivalente a uma quantificação existencial sobre a negação da mesma função proposicional. Simbolicamente:
{\displaystyle \lnot \ \forall {x}.\,P(x)\equiv \ \exists {x}.\,\lnot P(x)}
Um erro comum é escrever "Todas as pessoas não são casadas" (ou seja, "não existe nenhuma pessoa que seja casada!"), quando na verdade significa "nem todas as pessoas são casadas" (ou seja, "existe uma pessoa que não é casada!"):
{\displaystyle \lnot \ \exists {x}\,P(x)\equiv \ \forall {x}\,\lnot P(x)\not \equiv \ \lnot \ \forall {x}\,P(x)\equiv \ \exists {x}\,\lnot P(x)}

### Regras de inferência
Uma regra de inferência é uma regra que justifica um passo lógico de uma hipótese para uma conclusão. Há algumas regras de inferência que utilizam o quantificador universal.
A Instanciação Universal conclui que, se uma função proposicional é universalmente verdadeira, então ela deve ser verdadeira para qualquer [[elemento arbitrário do universo de discurso. Simbolicamente, isto é representado como:
{\displaystyle \forall {x}.\,P(x)\to \ P(c)} onde c é um elemento completamente arbitrário do universo de discurso.
A Generalização Universal conclui que a [função proposicional será considerada universalmente verdadeira se é verdadeira para algum elemento arbitrário do Universo de Discurso. Simbolicamente, para um elemento arbitrário c:
{\displaystyle P(c)\to \ \forall {x}P(x).}
É especialmente importante notar que c deve ser completamente arbitrário, senão, a lógica não segue; se c não é arbitrário, e é um elemento específico do universo de discurso, então P(c) somente implica numa quantificação existencial da função proposicional.

## Quantificação e Teoria de Conjuntos
Argumentava Carnap:
"Sinto-me desconfortável quando entidades como Sócrates, bondade, e 7 são agrupadas como "objetos". Frege fez isso, e foi o seu desfazer."
O problema está no uso do quantificador universal sem especificar um conjunto, como quando apenas escrevemos:
{\displaystyle \forall n,\ n+n=2n}
porque na variável {\displaystyle n} tanto poderia aparecer "Sócrates", como a "bondade", sendo que 7 era o único a fazer sentido, para averiguar da verdade ou falsidade da afirmação.
Hoje, em teoria de conjuntos, o quantificador está associado a um conjunto, ou domínio de aplicação. Por exemplo, escrevemos
{\displaystyle \forall n\in \mathbb {N} ,\ n+n=2n}
especificando que o quantificador se restringe ao conjunto dos números naturais.
O quantificador universal ∀ (para todo) não está associado a nenhum verbo, ao contrário do existencial ∃ (existe). No entanto, se indicarmos o domínio de aplicação, esse verbo aparece - por exemplo, em cima, "para todo o n que é número natural".
A este tipo de problemas esteve ligado o paradoxo de Russell
Se {\displaystyle R=\{x:\ x\notin x\},} então {\displaystyle R\in R\Leftrightarrow R\notin R}
porque não se especificava nenhum conjunto para a variável {\displaystyle x.}
No entanto, devemos notar que há implícita uma restrição no domínio de aplicação, porque {\displaystyle x\notin x} é uma relação que só poderia ser verificada numa estrutura superior, em que {\displaystyle x} apareceria como elemento. Assim, ao contrário do que é habitual supor, tal verificação não poderia ser aplicada ao conjunto de todos os conjuntos, porque faltaria uma estrutura superior em que aparecesse como elemento. Assim, quando escrevemos {\displaystyle R\in R} é uma expressão que carece de significado, ou verificação, quando não podemos ir além de {\displaystyle R,} tal como carecia de significado bondade + bondade = 2 bondade.